# 威斯卡西特 (緬因州普查規定居民點)
威斯卡西特（英語：Wiscasset）是位於美國緬因州林肯縣的一個普查規定居民點。

## 人口
根據2020年美國人口普查的數據，威斯卡西特的面積為10.19平方千米，當中陸地面積為10.10平方千米，而水域面積為0.09平方千米。當地共有人口1232人，而人口密度為每平方千米120.9人。